# 威爾斯經濟
威爾斯經濟和英國其他地區及歐洲經濟緊密相連。據2012年英國國家統計署數據，威爾斯的毛产值是473億英鎊，在英國十二個地區中名列第十，僅高於北愛爾蘭和東北英格蘭。威爾斯的貨幣是英镑，1980年開始，威爾斯有了独立的造幣廠。
現代威爾斯經濟最主要的部分是服務業。在2000年，服務業佔威爾斯总生产值的66%，工業佔32%，農林牧漁業佔1.5%。
威爾斯的人均產值長期以來低於英國和西歐大部分地區。2002年，威爾斯的人均產值是歐盟25國的90%，英國平均的約80%，但這一指標並未考慮生活成本。由於威爾斯的生活成本是英國平均的93–94%，因此威爾斯的生活水準和英國其他地區沒有明顯差距。威爾斯首府加的夫是威爾斯經濟成長的主要引擎。

## 外部連結
- Welsh Government （页面存档备份，存于）
- British Chambers of Commerce Quarterly Economic Survey